# Rebutia heliosa condorensis

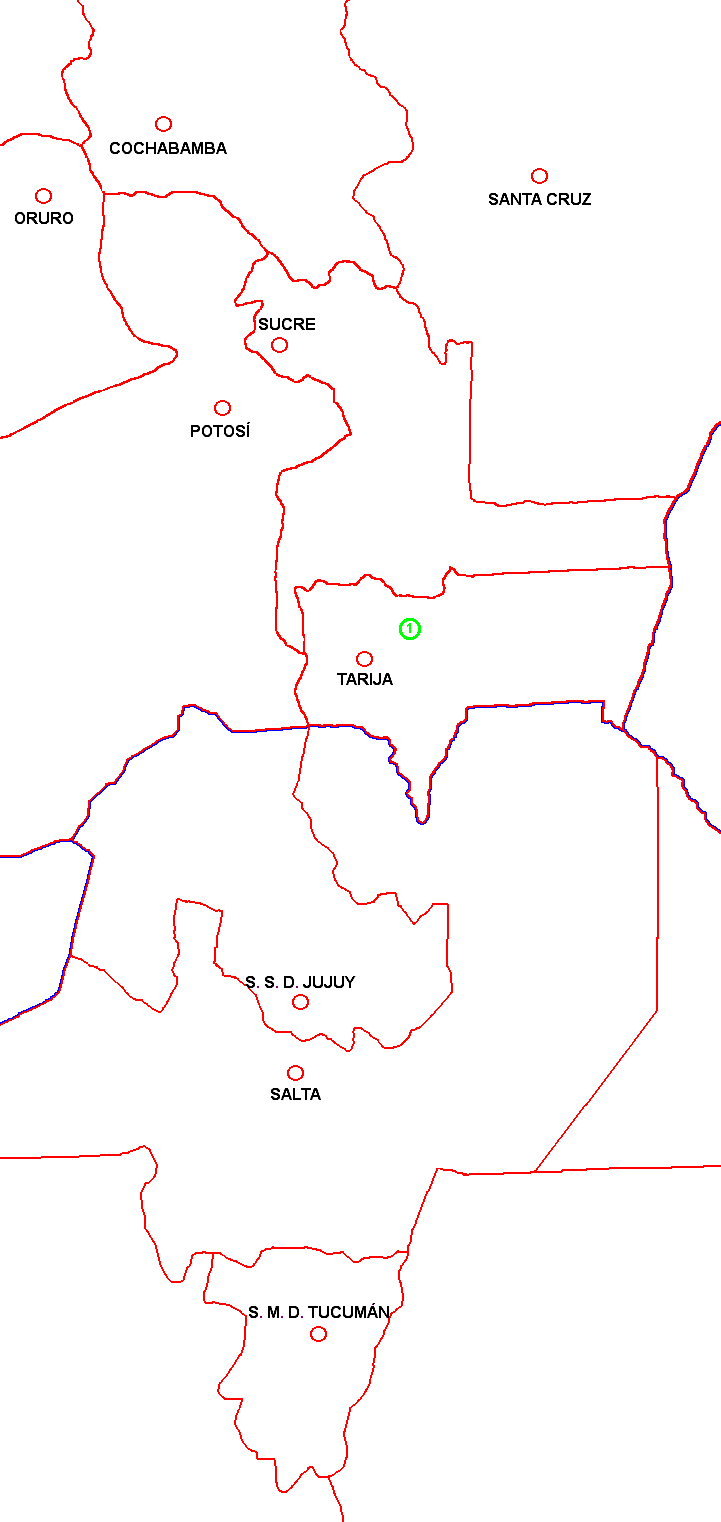
Mapa rozšíření R. heliosa var. condorensis

Rebutia heliosa var. condorensis je stejně jako všichni zástupci příbuzenského okruhu R. heliosa velmi atraktivní taxon rodu rebucie, proti nominátní varietě dosahuje poněkud větších rozměrů, i když se stále jedná o vyslovenou miniaturu. Své jméno dostala var. condorensis podle místa původu v průsmyku Condor.

## Rebutia heliosaRausch var.condorensisDonald
Donald, John Donald; Ashingtonia, 3: 143, 1979
Sekce Aylostera, řada Heliosa

### Popis
Stonky zpočátku jednotlivé, brzy tvořící mnohohlavé skupiny, kulovité, až 40 mm široké a 30 mm vysoké, s vláknitými kořeny a šedozelenou pokožkou. Žeber 30 – 40, spirálovitá, rozložená do 3 mm dlouhých a 1 mm širokých hrbolků; areoly protáhlé, umístěné na vrcholu hrbolků, až 3 mm dlouhé a 1 mm široké, hnědě plstnaté, asi 4 mm navzájem vzdálené. Okrajových trnů 12 – 16, tenké, bílé, hřebenovitě uspořádané, až 4 mm dlouhé; středové trny nepřítomné.
Květy 30 – 40 mm dlouhé, asi 40 mm široké, zřetelně kratší než u nominátní variety, čistě červené až téměř purpurově karmínové; květní lůžko olivově červené s málo početnými šupinami s bílými vlasy a štětinami; květní trubka asi 15 mm dlouhá, červená až tmavě fialově červená, s podobnými, poněkud většími šupinami; okvětní lístky kopinaté až kopisťovité, 10 – 15 mm dlouhé a 3 – 4 mm široké, na konci špičaté až zaoblené, ve zbarvení kolísající od čistě červené, ale také bledší nebo tmavší až purpurově karmínově; nitky ve dvou sériích, z horní části trubky a z okraje trubky, žlutě zbarvené, stejně i prašníky a pyl; čnělka nažloutle bílá, na spodních 10 mm srostlá se stěnou trubky, blizna se 6 rameny bělavá. Plod malý, kulovitý, asi 4 mm široký, tmavě červený, pokrytý malými šupinami s bílými vlasy a štětinami. Semena krátce přílbovitá, asi 1 mm velká, hnědočerná, se širokým bazálním hilem a bradavčitou testou.

### Variety a formy
V souvislosti s variabilitou R. heliosa var. condorensis je poněkud nejasné jednoznačné vymezení tohoto taxonu. Také u rostlin s tímto označením v našich sbírkách se zřejmě jedná o výsledek více jevů. Na jedné straně existuje řada rostlin, které odpovídají původnímu Lauovu sběru L 401 a prvotnímu Donaldovu popisu. Tyto rostliny vykazují jen velmi malé rozdíly, které se vztahují v podstatě jen na odstín vybarvení květů, jak bylo uvedeno již v prvotním popisu. Naproti tomu však někdy můžeme ve sbírkách jako R. heliosa var. condorensis nalézt rostliny, které naopak odpovídají popisu var. cajasensis, což bude důsledkem skutečnosti, že rostliny z odpovídajících Lauových sběrů (L 401, L 405) byly v obchodních nabídkách opakovaně zaměňovány.
Další výraznější rozdíly pak nalezneme u rostlin, které byly v prvotním popisu var. condorensis rovněž zmíněny a pocházejí ze sběrů K. Knížete (KK 849 – R. densipectinata n.n. a KK 1802 – R. solisoides n.n.). Tyto rostliny však určitě reprezentují odlišné populace a jejich přiřazení sem je přinejmenším nejisté. Některými autory jsou tyto sběry přiřazovány spíše do okruhu R. albopectinata. Nověji byly jako var. condorensis označeny sběry SE 81 a 158, LH 646 a 784 a RH 243 (?), 271, 276, 283, 989 a 990.

### Výskyt a rozšíření
Místem nálezu sběru L 401, ze kterého byl vybrán typ R. heliosa var. condorensis, je Condor Pass (Bolívie, departament Tarija, hraniční území provincií Cercado a O'Connor), v nadmořské výšce 2 800 m, jako místa nálezů sběrů V. Šedy bylo rovněž uvedeno Condor Pass (Bolívie, departament Tarija), u SE 81 v nadmořské výšce 2500 m. Uváděnými místy nálezů K. Knížete jsou naproti tomu Junacas (Bolívie, departament Tarija) v nadmořské výšce 2 900 m (KK 849) a Las Cajas (Bolívie, departament Tarija) v nadmořské výšce 2 200 m (KK 1802). Sběry V. Šedy (SE 81, 158) pocházejí z Condor Pass, rovněž sběr L. Horáčka LH 784 (2675 m), sběr LH 646 od Yacuiba (2 710 m), u sběru RH 243 bylo jako místo nálezu uvedeno Alto de Cajas, u RH 271 a 276 Abra de Condor, u RH 283 Palca Grande a u RH 989 a 990 Condor Pass.